# آدیداس
آدیداس آگ (به آلمانی: Adidas AG) یک شرکت چندملیتی آلمانی است که مقر آن در شهر هرتسوگن‌آوراخ در ایالت بایرن قرار دارد. آدیداس در زمینه طراحی، توسعهٔ فناوری و تولید انواع پاافزار، کفش ورزشی، تجهیزات ورزشی، پوشاک ورزشی، ساعت، عینک آفتابی، محصولات مراقبت‌های شخصی و لوازم لوکس فعالیت می‌کند.
آدیداس یک هلدینگ است و شرکت تولید پوشاک ورزشی ریبوک، شرکت لوازم گلف تیلورمید و شرکت راک پورت زیرمجموعه‌های آن به‌شمار می‌آیند. آدیداس بزرگ‌ترین تولیدکننده لوازم ورزشی در اروپا و پس از نایکی دومین تولیدکننده بزرگ لوازم ورزشی در جهان می‌باشد.
شرکت آدیداس در سال ۱۹۴۸ توسط آدولف داسلر پایه‌گذاری شد. وی با کمک برادرش رودلف در سال ۱۹۲۴ کار تولید کفش‌های ورزشی را آغاز کرد. رودلف پس از جدایی از برادرش، پوما را پایه‌ریزی کرد.

## تاریخچه

### برادران داسلر

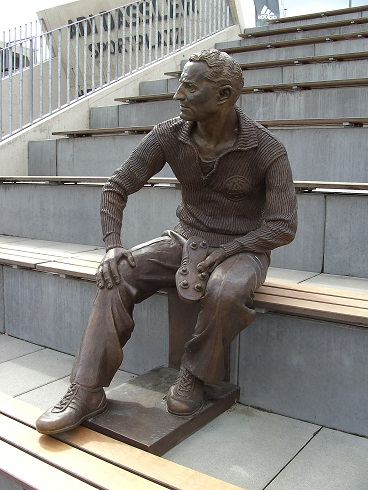

کریستفر فون وایلم داسلر یک کارگر تولیدی کفش در هرتسوگن‌آوراخ در ۲۰ کیلومتری شهر نورنبرگ بود. پائولین همسر کریستفر نیز یک لباس‌شویی در شهر باواریان را اداره می‌کرد. رودولف «رودی» داسلر نیز پس از پایان مدرسه به پدرش در کارخانه تولید کفش پیوست. وی پس از بازگشت از جنگ جهانی اول مدیر یک شرکت تولید چینی شد و سپس توانست وارد بازار عمده چرم در شهر نورنبرگ شود.

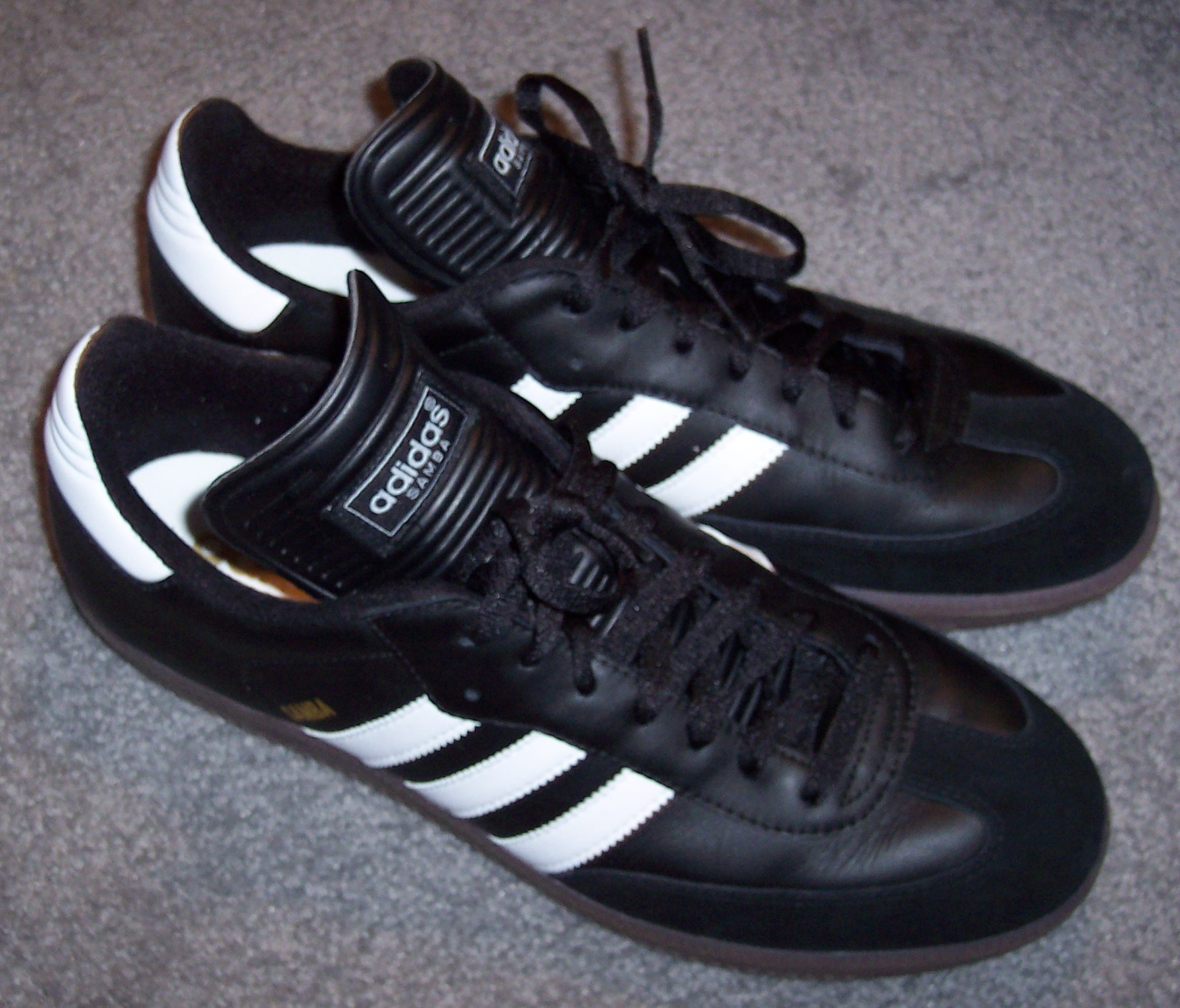
یک جفت کفش تمرین فوتبال آدیداس

آدولف داسلر نیز پس از بازگشت از جنگ جهانی اول تولیدی کفش‌های ورزشی خود را در لباس‌شویی مادرش در هرتسوگن‌آوراخ را راه اندازی کرد. در ژوئیه ۱۹۲۴، رودولف به هرتسوگن آوراخ بازگشت تا در کنار برادرش کارخانه تولیدی کفش برادران داسلر را تأسیس کند. آن‌ها این سرمایه‌گذاری را در لباس‌شویی مادر خود آغاز کردند. اما در آن زمان برق در شهر آن‌ها قطعی‌های متناوب داشت و این دو برادر مجبور بودند از پدال‌های تولید برق (چیزی شبیه به تولید برق با دوچرخه) روی آورند تا بتوانند تولید در کارخانه کوچکشان را ادامه دهند.
در المپیک تابستانی ۱۹۳۶، آدولف داسلر، با یک ساک پر از کفش‌های ورزشی به دهکده المپیک رفت تا بتواند جسی اونز قهرمان المپیک آمریکایی-آفریقایی را متقاعد کند از محصولات آن‌ها استفاده کند. این نخستین مورد از اسپانسری یک آمریکایی آفریقایی‌تبار در مسابقات المپیک به‌شمار می‌رود. در آن مسابقات اونز توانست ۴ مدال طلا به دست بیاورد. وی این قهرمانی را مرهون کفش‌های برادران داسلر می‌دانست و این مسئله باعث شد که در مدت زمان بسیار کوتاهی شهرت برادران داسلر جهانی شود. پس از این واقعه بود که برادران داسلر از سراسر جهان نامه‌هایی مبنی بر تقاضا برای به‌کارگیری کفش‌های آن‌ها توسط ورزشکاران دریافت کردند. کار آن‌ها در مدت کوتاهی گرفت و تا پیش از جنگ جهانی دوم این دو برادر سالانه بیش از ۲۰۰ هزار جفت کفش به فروش می‌رساندند.

### انشعاب کارخانه
پیش از جنگ جهانی دوم هر دو برادر به حزب نازی پیوستند، اما رادلف توانست خود را به رده‌های بالای حزب نزدیک‌تر کند. اختلافات میان دو برادر رو به فزونی گذارد و با حمله متفقین در سال ۱۹۴۳ (میلادی) اختلافات برادران به اوج خود رسید. هرچند آدولف نسبت به عواقب ادامه جنگ هشدار می‌داد، رادولف سعی می‌کرد خانواده خود را متقاعد کند. پس از بازداشت رادولف توسط سربازان آمریکایی به عنوان یکی از اعضای اس‌اس مسلح (به آلمانی: Waffen SS)، مشخص شد که برادرش، آدولف او را به نیروهای آمریکایی فروخته است.
کارخانه برادران داسلر که در طول جنگ جهانی دوم به عنوان کارخانه تولید اسلحه ضدتانک فعالیت می‌کرد، در سال ۱۹۴۵ توسط نیروهای آمریکایی تقریباً ویران شد. اما زمانی که کیت، همسر آدولف، ادعا کرد که کارخانه و کارکنان آن تنها تمایل داشته‌اند کفش ورزشی تولید کنند، کارخانه و مسئولین آن بخشوده شدند. پس از این واقعه نیروهای آمریکایی که خاک آلمان را اشغال کرده بودند، خریدار عمده کفش‌های شرکت داسلر شدند.
برادرها در سال ۱۹۴۷ به‌طور رسمی از هم جدا شدند، زمانی که رودی شرکت جدیدی به نام رودا (به انگلیسی: Ruda) که مخفف نامش بود تأسیس کرد. این شرکت سپس به پوما تغییر نام داد. آدولف نیز در ۱۸ اوت ۱۹۴۹، شرکت آدیداس که مخفف نامش آدی داسلر بود را تأسیس کرد. هرچند بسیاری از مردم فکر می‌کنند که آدیداس مخفف جمله انگلیسی 'هر روز دربارهٔ ورزش رویاپردازی می‌کنم' (به انگلیسی: All Day I Dream About Sport) است، اما در واقع این نام مشتق شده از اسم و فامیل آدولف داسلر است.

### رقابت با پوما
پوما و آدیداس پس از جدایی از یکدیگر وارد رقابت شدیدی شدند. این مسئله باعث شد شهر هرتسوگن‌آوراخ به‌طور غیررسمی به دو بخش تبدیل شود و به شهر گردن خم (به انگلیسی: the town of bent necks) شهرت یابد. دلیل آن این بود که مردم شهر همیشه به این دقت می‌کردند که خارجی‌ها چه کفشی به پا دارند. این اتفاق به حدی گسترده شد که دو باشگاه فوتبال شهر نیز از هم جدا شدند، «ای وی هرتسوگن‌آوراخ» از کفش‌های آدیداس استفاده می‌کرد و ۱ اف. سی هرتسوگن‌آوراخ از کفش‌های رادولف حمایت می‌کرد. زمانی هم که هندیمن به عنوان خانه رادولف معرفی شد، افراد به عمد از کفش‌های آدیداس استفاده می‌کردند تا این که رادولف اعلام کرد هر کسی می‌تواند یک جفت کفش مجانی پوما داشته باشد. دو برادر با این که در یک حوزه فعالیت داشتند، هیچ‌گاه به یکدیگر نپیوستند و دائم در تلاش بودند فاصله موجود را افزایش دهند و تا حد امکان از هم فاصله داشته باشند.
در سال ۱۹۴۸ و در نخستین مسابقه فوتبال تیم ملی آلمان غربی پس از جنگ جهانی دوم، اکثر بازیکنان این تیم کفش‌های پوما به پا داشتند. از آن جمله می‌توان به هربرت بوردنسکی، بهترین گل زن آلمان غربی پس از جنگ جهانی اشاره کرد. چهار سال بعد، در المپیک تابستانه ۱۹۵۲ هلسینکی فنلاند، جوزی بارتل قهرمان دو ۱۵۰۰ متر لوگزامبورگ، نخستین مدال طلا با کفش‌های پوما را به نام خود ثبت کرد و نخستین افتخار جهانی پوما به‌شمار رفت.
در المپیک تابستانی ۱۹۶۰، پوما با پرداخت پول به آرمین هری دونده دو سرعت ۱۰۰ متر آلمان، از وی خواست که کفش‌های پوما را در مسابقات بپوشد. پیش از این هری با آدیداس وارد قرارداد شده بود، اما پس از این پیشنهاد از آدولف تقاضای پول کرد که این پیشنهاد رد شد. این ورزشکار آلمانی در حالی که کفش‌های پوما به پا داشت قهرمان مسابقات شد و مدال طلا بدست آورد. اما در مراسم پایانی با کفش‌های آدیداس حاضر شد که باعث شد هر دو برادر داسلر این این موضوع شوکه شوند. هری به این قصد و امید از هر دو برند استفاده کرد تا شاید بتواند از دو برادر پول بگیرد، اما این مسئله باعث عصبانیت شدید آدولف شد و آدیداس مسابقات المپیک را تحریم کرد.

### همکاری با تاپی
پس از مشکلاتی که در سال ۱۹۸۷ در پی درگذشت عجیب هورست داسلر، پسر آدلف پیش‌آمد، شرکت با بحران‌های بسیاری روبرو شد و شرکت توسط یک صنعتگر فرانسوی به نام برنارد تاپی، به قیمت ۱٫۶ میلیارد فرانک (اکنون معادل ۲۴۳٫۹ میلیون دلار) خریداری شد. تاپی این پول را قرض گرفته بود. در آن زمان تاپی به عنوان متخصص نجات شرکت‌های ورشکسته شهرت یافته بود، کاری که آینده او را تأمین ساخت.
تاپی تصمیم گرفت کارخانه را به آسیا منتقل کند. او همچنین از مدونا که در آن زمان بسیار مشهور بود، به عنوان مبلغ آدیداس استفاده کرد. وی هم چنین یک نماینده برای فروش کفش از کرایست‌چرچ نیوزیلند به آلمان فرستاد تا با نوادگان آدولف داسلر (آملیا راندال داسلر و بلا بک داسلر) دیدن کند و شماری محصول جهت معرفی به نیوزیلند بازگرداند.
در سال ۱۹۹۲ وی دیگر نتوانست وام خود را پرداخت کند. به همین دلیل بانک کردیت لیونه مجبور به فروش شرکت آدیداس شد. اما با قیمت برآوردی در آن زمان، ارزش‌گذاری شرکت کمتر از سهام سهامداران این کارخانه بود. بانک دولتی مجبور شد به دلیل وضعیت بدهی تاپی را گزارش دهد. این در حالی بود که تاپی در آن زمان «وزیر امور شهری» فرانسه بود.
در فوریه ۱۹۹۳، بانک کردیت لیونه، آدیداس را به روبرت لویی دریفوس که از دوستان برنارد تاپی بود، به قیمتی بسیار بیش از پیش‌بینی‌ها و قیمت گذاری‌ها فروخت. وی آدیداس را به قیمت ۴٫۴۸۵ میلیارد فرانک (معادل ۶۸۳٫۵۱۴ میلیون یورو) خریداری کرد، در حالی که این مبلغ ۲٫۸۵ میلیارد فرانک (معادل ۴۳۴٫۴۷۹ میلیون یورو) بیش از مبلغ وام برنارد بود. پس از این کارخانه تاپی که مالک آدیداس بود اعلام ورشکستگی کرد.
روبرت لویی دریفوس به عنوان مدیرعامل جدید آدیداس معرفی شد. وی هم چنین مالک المپیک مارسی نیز که تا ۱۹۹۳ در اختیار شرکت تاپی بود، نیز شد.
تاپی در سال ۱۹۹۴ رسماً ورشکستگی خود را اعلام کرد. پرونده‌های بسیاری برای برنارد تشکیل شد که بیشتر آن‌ها مربوط به نتیجه‌سازی (تغییر نتایج فوتبال با پرداخت پول به تیم حریف) در فوتبال بود. در سال ۱۹۹۷، برناد ۶ ماه از حبس ۱۸ ماهه خود را در زندان لا سانته پاریس به سر برد.

### دوران پس از تاپی
در سال ۱۹۹۴ گروه خیریه‌ای به نام روستای کمک به کودکان که مالک گروه جوانان فیفا بود مالکیت آدیداس را به دست آورد. این مالکیت در پی ادغام این دو شرکت روی داد.

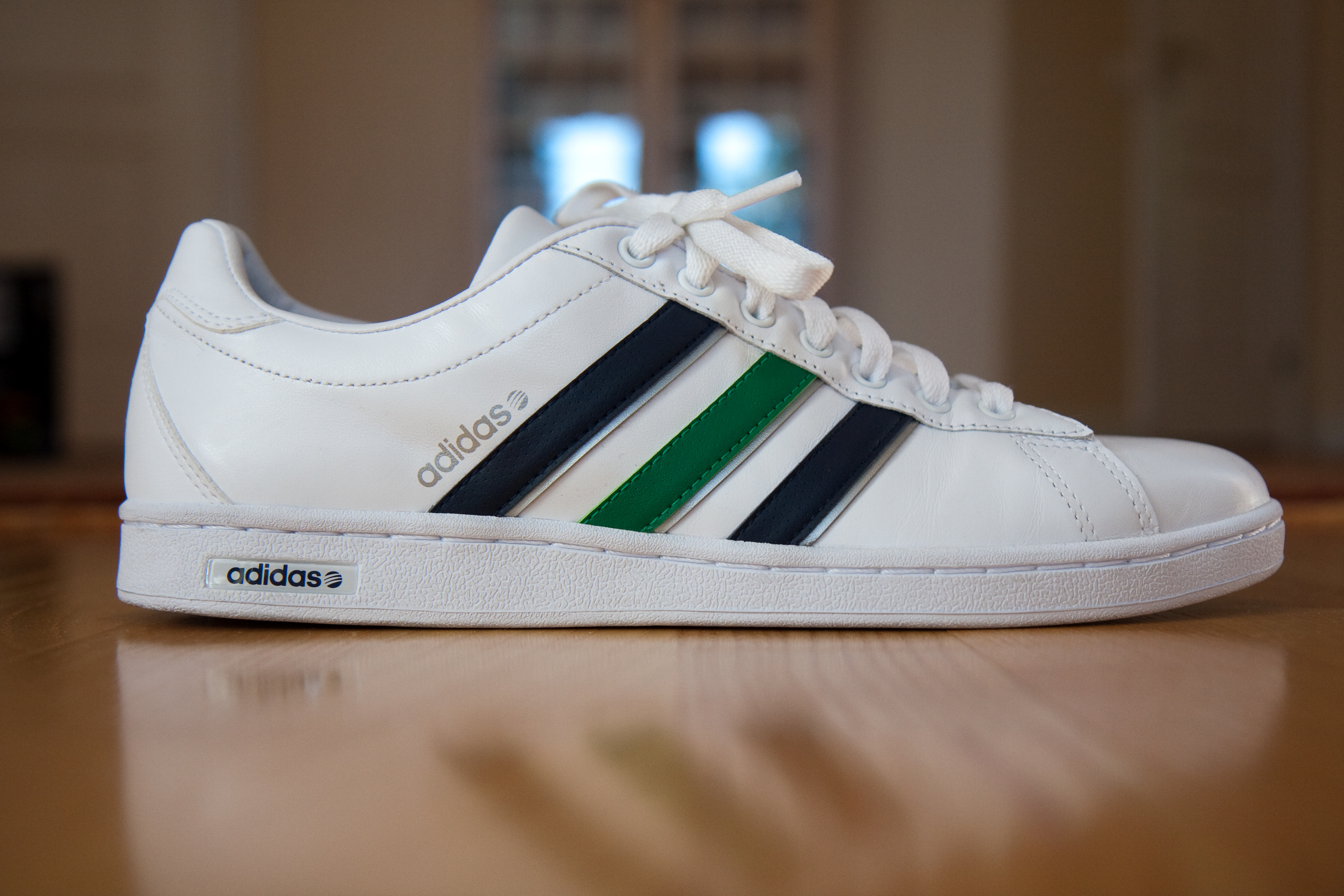
یک کفش معمولی آدیداس با سه خط که نمایش دهنده لوگوی این کمپانی بر روی کفش‌های آن است

در سال ۱۹۹۷، شرکت آدیداس، گروه سالامون که متخصص در تولید لوازم اسکی بود را به دست آورد. پس از این واقعه بود که نام رسمی شرکت نیز به آدیداس-سالامون تغییر یافت، چرا که با به دست آوردن سالامون، آدیداس مالک شرکت گلف تیلورمید و ماکس‌فلی نیز شد. همین ادغام‌ها بود که باعث شد آدیداس توانایی رقابت با نایکی را به دست آورد.
در سال ۱۹۹۸، آدیداس به دلیل محدودیت‌های اعلام شده از سوی انجمن ولی ورزش کالج، برای تعداد و اندازه مارک‌های استفاده شده بر روی لباس‌ها شکایت کرد. براساس قوانین جدید آدیداس نمی‌توانست نام شرکت خود را در کنار سه خط موازی و مورب لوگوی خود قرار دهد.
در سال ۲۰۰۳ میلادی، آدیداس علیه سازمان جهانی بدن‌سازی در دادگاهی در انگلستان اقامه دعوا کرد. این سازمان دو خط موازی شبیه آنچه در لوگوی آدیداس وجود دارد را به عنوان لوگوی خود انتخاب کرده بود. این عمل سازمان جهانی بدنسازی به دلیل این که ممکن بود به اشتباه در انظار عمومی به آدیداس ربط داده شود، خلاف بود.
در سپتامبر ۲۰۰۴ میلادی، طراح مشهور مد انگلیسی، استلا مک‌کارتنی در قراردادی با آدیداس، خط تولید جدیدی راه اندازی کرد. این خط تولید به نام " Adidas by Stella McCartney" شهرت یافت. وظیفه این خط تولید، طراحی و تولید پوشاک و لوازم ورزشی زنانه است، که هم چنان به کار خود ادامه می‌دهد.
در تاریخ ۳ می ۲۰۰۵، آدیداس اعلام کرد که شرکت سالامون از شرکت‌های وابسته خود را به قیمت ۴۸۵ میلیون یورو به آمر اسپورت فروخته است. نزدیک به سه ماه پس از اعلام این خبر، در اوت ۲۰۰۵، آدیداس اعلام کرد که قصد خرید شرکت بریتانیایی ریباک را دارد. قیمت پیشنهادی برای خرید این شرکت بزرگ ورزشی، ۳٫۸ میلیارد دلار اعلام شده بود. خرید ریباک تا ژانویه ۲۰۰۶ میلادی به طول انجامید. اما با این خرید، آدیداس رسماً توانایی رقابت با شرکت نایکی را پیدا کرد. نایکی به عنوان دومین تولیدکننده کفش ورزشی در جهان رقیب بزرگی به نام آدیداس پیدا کرد که اکنون می‌تواند به راحتی با نایک رقابت کند.
در سال ۲۰۰۵ آدیداس برای نخستین بار کفشی با عنوان Adidas 1 را روانه بازار کرد. این کفش نخستین کفش ورزشی بود که ریزپردازنده داشت. این ریزپردازنده با توانایی محاسبه بیش از ۵ میلیون فرمول ریاضی در ثانیه، نخستین کفشی را خلق کرد که به راحتی می‌تواند شرایط استفاده‌کننده را در نظر بگیرد و فرم کفش را براساس نیاز تغییر دهد. این ریزپردازنده با یک باتری کوچک تغذیه می‌شود که به‌طور تقریبی تا ۱۰۰ ساعت دویدن عمر می‌کند و به راحتی قابل تعویض است. در نوامبر همان سال، آدیداس گونه جدیدی از Adidas 1 را روانه بازار کرد. این مدل جدید توانایی‌های بیشتری داشت، از عمر بیشتر باتری تا توانایی تغییر فرم کفش از کفش راحتی تا کفش ورزش حرفه‌ای. همچنین موتور طراحی شده در این کفش، گشتاوری با توان بیش از ۱٫۵ برابر مدل پیشین را شامل می‌شد.
در آوریل ۲۰۰۶، آدیداس خبر از قراردادی ۱۱ ساله داد که بر مبنای آن این شرکت کفش‌ها و لباس ورزشی لیگ برتر بسکتبال آمریکا (NBA) را تأمین کند. براساس این قرارداد، آدیداس علاوه بر NBA، کفش‌های و لوازم مورد نیاز NBDL و WNBA را نیز تأمین می‌کند. این قرارداد در ادامه قرارداد ۱۰ ساله ریباک که در سال ۲۰۰۱ میلادی به اجرا درآمده بود، بسته شد.

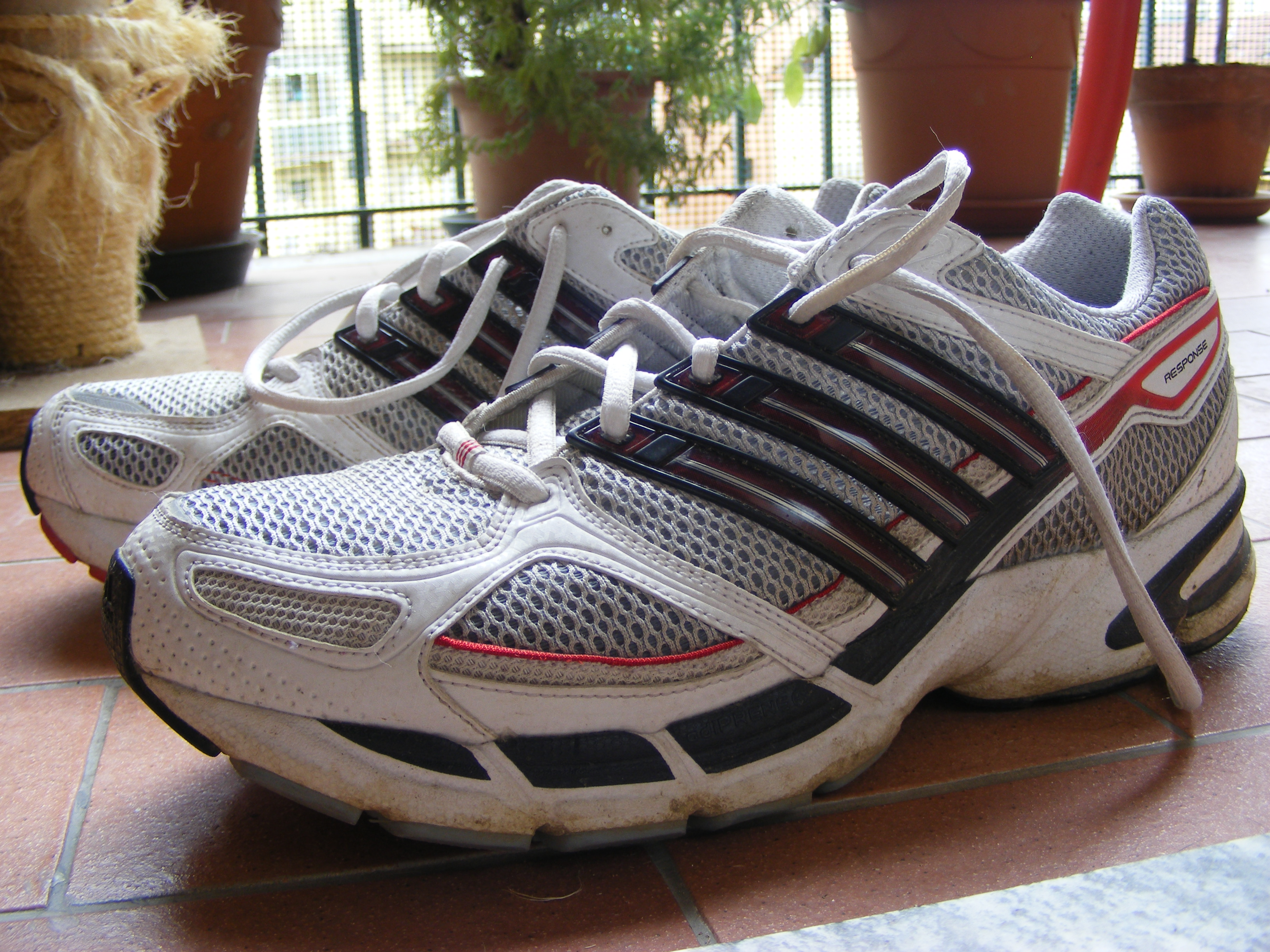
یک جفت کفش مخصوص دو آدیداس

### قرارداد فوق سنگین با منچستر یونایتد
در پایان سال ۲۰۱۴ پس از اعلام کناره‌گیری اسپانسر مطرح آمریکایی از تمدید دوبارهٔ قرارداد با منچستر یونایتد به‌علت هزینه‌های گزاف، سایت‌های خبری ورزشی پر شد از خبرهای عقد قرارداد آدیداس با تیم منچستر یونایتد. قرارداد بی‌سابقه و بسیار سنگین! قرارداد ۱۰ ساله‌ای که آدیداس متعهد شد سالی ۷۵ میلیون پوند (در حدود سالی ۲۴۳ میلیارد تومان) به تیم منچستریونایتد پرداخت کند؛ که سرجمع ۷۵۰ میلیون پوند به جیب منچستری‌ها خواهد رفت .. این قرارداد در جهان ورزشی و اسپانسرینگ فوتبالی سابقه نداشته است..

## تولیدات

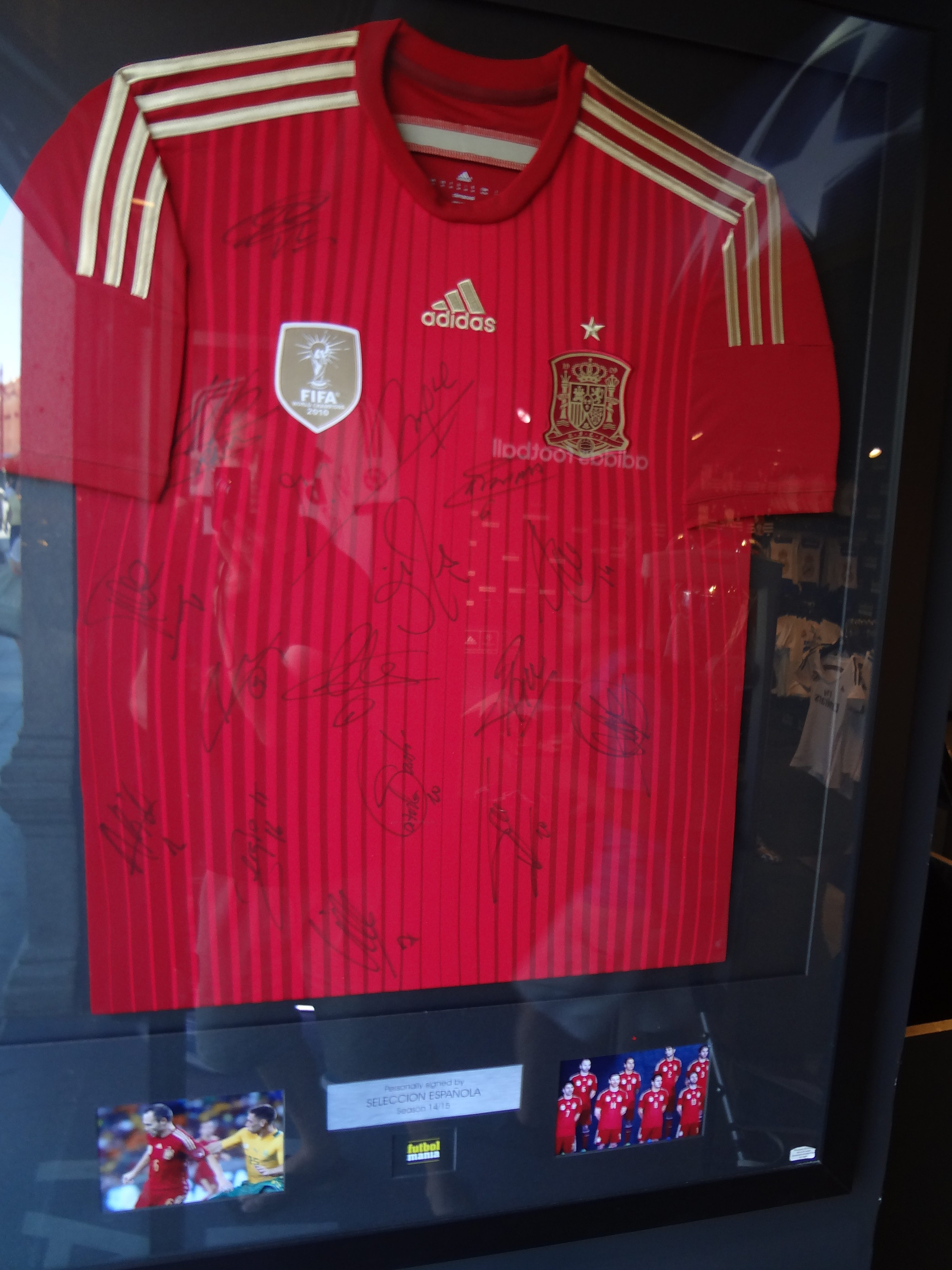
پیراهن اول اسپانیا در جام جهانی ۲۰۱۰ از تولید آدیداس

### کفش دو
آدیداس اکنون کفش‌های ویژه دویدن بسیار گوناگونی تولید می‌کند. adiStar Salvation 3، adiStar Ride 3(که جایگزین adiStar Cushion 6 شده است)، the Supernova Sequence 4(که جایگزین Supernova Control 10 شده است)، Supernova Glide 3 و …. در همین حال آدیداس کفش‌های ورزشی گران‌قیمت خود را با به‌کارگیری چرم کانگرو تولید می‌کند. این کفش‌ها بیشتر به صورت سفارشی عرضه می‌شوند.

## فعالیت در فوتبال
از دهه ۵۰ میلادی آدیداس فعالیت خود را در زمینه فوتبال به‌طور گسترده‌ای افزایش داده است. به برخی از تولیدات آدیداس در زمینه فوتبال می‌توان به توپ‌های فوتبال، کفش‌های ورزشی، دستکش دروازه‌بانی و لباس‌های تیم‌ها اشاره کرد. همچنین آدیداس از جام جهانی ۱۹۷۰ به بعد اسپانسر و تولیدکننده تمام توپ‌های ادوار جام جهانی تا کنون بوده است.
آدیداس با بسیاری از تیم‌های باشگاهی و ملی جهان به منظور اسپانسرینگ و تأمین کیت‌های فوتبال تیم‌ها دارای قرارداد است. از جمله تیم‌های مطرح باشگاهی و ملی که با آدیداس قرارداد دارند:

### تیم‌های باشگاهی (زنان و مردان)
لا لیگا اسپانیا
- رئال مادرید
- سلتاویگو
- گرانادا
- اوساسونا

پریمیر لیگ انگلیس
پرچمک آستون ویلا
- منچستر یونایتد
- آرسنال
- فولهام
- ناتینگهام فارست

سری آ ایتالیا
- آس رم
- یوونتوس

بوندس‌لیگا آلمان
- بایرن‌مونیخ
- شالکه
- یونیون برلین

لیگ ۱ فرانسه
- بوردو
- المپیک لیون

لیگ برتر پرتغال
- بنفیکا

اردویسه هلند
- آژکس

MLS آمریکا
به علت قرارداد بین آدیداس و لیگ MLS تمامی تیم‌های این لیگ (۲۴ تیم) از کیت فوتبال آدیداس استفاده می‌کنند.
سری آ برزیل
- اینترناسیونال
- سائو پائولو
- فلامینگو

### تیم‌های ملی (زنان و مردان)
کونمبول (آمریکای جنوبی)
- تیم ملی آرژانتین
- تیم ملی کلمبیا
- تیم ملی پاراگوئه

کونکاکاف (آمریکای شمالی)
- تیم ملی مکزیک

یوفا (اروپا)
- تیم ملی ایتالیا
- تیم ملی اسپانیا
- تیم ملی آلمان
- تیم ملی ولز
- تیم ملی بلژیک
- تیم ملی سوئد
- تیم ملی اسکاتلند

کاف (آفریقا)
- تیم ملی الجزایر

ای اف سی (آسیا)
- تیم ملی ژاپن
- تیم ملی عربستان
- تیم ملی امارات
- تیم ملی عراق

## قرارداد لیونل مسی با آدیداس
آدیداس کفش‌های لیونل مسی را با نام و لوگو مسی تا سال ۲۰۱۷ عرضه می‌کرد و از سال ۲۰۱۸ نام کفش‌های او را به نمسیس (nemeziz) عرضه کرد. همچنین برای رونمایی از توپ جام جهانی ۲۰۱۸، آدیداس از او استفاده کرد.

## فعالیت در ایران
پس از به‌مشکل خوردن فدراسیون فوتبال ایران با برند جیووا، تصمیم گرفته شد تا با آدیداس همکاری شود؛ تیم ملی فوتبال ایران که قبل از انقلاب نیز از سال ۱۹۷۸ آدیداس می‌پوشید، دوباره و پس از سال‌ها از این برند استفاده کرد. آدیداس در سال ۱۳۹۸ بنابر قراردادی تأمین البسه باشگاه فوتبال تراکتور سازی تبریز را بر عهده گرفت.
تیم‌هایی ایرانی که برند پیراهن‌شان آدیداس بوده است:
- ذوب‌آهن اصفهان
- داماش گیلان
- تیم ملی ایران
- تراکتور سازی تبریز